# Longuevillette

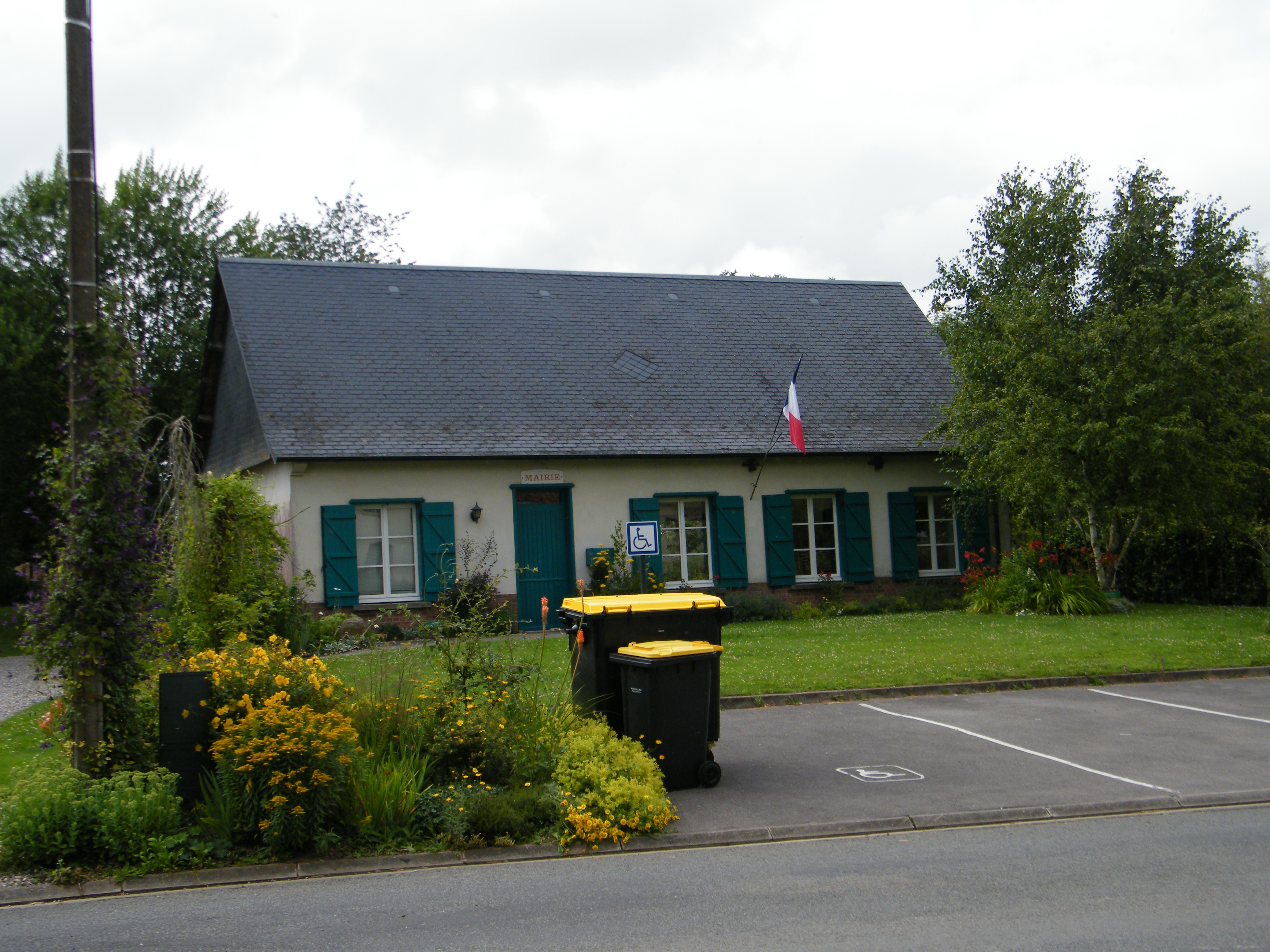
Rathaus von Longuevillette (2014)

Longuevillette ist eine nordfranzösische Gemeinde mit 70 Einwohnern (Stand 1. Januar 2022) im Département Somme in der Region Hauts-de-France. Die Gemeinde gehört zum Kanton Doullens und ist Teil der Communauté de communes du Territoire Nord Picardie.

## Geographie
Die Gemeinde liegt rund 7,5 km südwestlich von Doullens an der Départementsstraße D31E von Fienvillers nach Hem-Hardinval sowie an der ehemaligen Bahnstrecke von Amiens nach Doullens.

## Einwohner
| 1962 | 1968 | 1975 | 1982 | 1990 | 1999 | 2006 | 2010 |
| ---- | ---- | ---- | ---- | ---- | ---- | ---- | ---- |
| 91   | 66   | 58   | 55   | 69   | 60   | 73   | 77   |

## Verwaltung
Bürgermeister (maire) ist seit 2008 Liliane Thienpont-Boucher.

## Sehenswürdigkeiten
- Kirche Notre-Dame de la Nativité mit einem Dachreiter
- Sandsteinkreuz im Norden der Gemeinde, bereits 1209 erwähnt